# Desmometopa
Desmometopa är ett släkte av tvåvingar. Desmometopa ingår i familjen sprickflugor.

## Dottertaxa tillDesmometopa, i alfabetisk ordning[1][2]
- Desmometopa aczeli
- Desmometopa aldabrae
- Desmometopa argentinica
- Desmometopa atypica
- Desmometopa blantoni
- Desmometopa brachycephala
- Desmometopa ciliata
- Desmometopa discipalpis
- Desmometopa dolichocephala
- Desmometopa evanescens
- Desmometopa flavicornis
- Desmometopa flavicoxa
- Desmometopa flavipalpis
- Desmometopa floridensis
- Desmometopa glabrifrons
- Desmometopa glandulifera
- Desmometopa glaucanota
- Desmometopa gressitti
- Desmometopa inaurata
- Desmometopa indistincta
- Desmometopa interfrontalis
- Desmometopa kandyensis
- Desmometopa latigena
- Desmometopa leptometopoides
- Desmometopa lucidifrons
- Desmometopa magnicornis
- Desmometopa melanderi
- Desmometopa meridionalis
- Desmometopa microps
- Desmometopa m-nigrum
- Desmometopa nearctica
- Desmometopa nigeriae
- Desmometopa nigrifemorata
- Desmometopa nigrohalteralis
- Desmometopa nudigena
- Desmometopa obscurifrons
- Desmometopa palpalia
- Desmometopa parafacialis
- Desmometopa philippinensis
- Desmometopa pleuralis
- Desmometopa postorbitalis
- Desmometopa propeciliata
- Desmometopa sabroskyi
- Desmometopa saguaro
- Desmometopa singaporensis
- Desmometopa sordida
- Desmometopa srilankae
- Desmometopa stilbopleura
- Desmometopa tarsalis
- Desmometopa terminalis
- Desmometopa varipalpis
- Desmometopa woldai